# Fiodor Szyrmo-Szczerbinski
Fiodor Osipowicz Szyrmo-Szczerbinski (ros. Фёдор Осипович Ширмо-Щербинский; ur. 1794, zm. 4 maja 1867) – wojskowy Imperium Rosyjskiego, uczestnik licznych wojen, m.in. wojny polsko-rosyjskiej lat 1830–1831 i szturmu Warszawy; generał porucznik.

## Życiorys
Urodził się w 1794 roku w rodzinie szlachty z guberni mińskiej Imperium Rosyjskiego. W 1809 roku ukończył II Korpus Kadecki. 
Brał udział w wojnie rosyjsko-tureckiej lat 1806–1812, wojnie francusko-rosyjskiej 1812 roku, wojnie VI koalicji antyfrancuskiej w latach 1813–1814, wojnie rosyjsko-tureckiej lat 1828–1829 i wojnie polsko-rosyjskiej lat 1830–1831. Uczestniczył w szturmie wojsk rosyjskich na Warszawę w 1831 roku. Od 1835 roku pełnił funkcję komendanta Grodna, a następnie Białegostoku. W 1865 roku uzyskał stopień generała porucznika. W latach 1842–1867 był komendantem Krasnego Sioła.